# Drury Ridge
Drury Ridge ist ein hauptsächlich verschneiter Gebirgskamm im westantarktischen Queen Elizabeth Land. In der Neptune Range der Pensacola Mountains erstreckt er sich westlich des Nelson Peak über eine Länge von 14 km.
Der United States Geological Survey kartierte ihn anhand von Vermessungen und Luftaufnahmen der United States Navy zwischen 1956 und 1966. Das Advisory Committee on Antarctic Names benannte ihn 1965 nach David L. Drury, Meteorologe auf der Ellsworth-Station im antarktischen Sommer zwischen 1959 und 1960 und in den Wintermonaten 1961.